# John Thomas Lenahan
John Thomas Lenahan (* 15. November 1852 in Jenkins, Luzerne County, Pennsylvania; † 28. April 1920 in Wilkes-Barre, Pennsylvania) war ein US-amerikanischer Politiker. Zwischen 1907 und 1909 vertrat er den Bundesstaat Pennsylvania im US-Repräsentantenhaus.

## Werdegang
John Lenahan besuchte zunächst private Schulen und studierte danach bis 1870 am Villanova College. Nach einem anschließenden Jurastudium an der University of Pennsylvania in Philadelphia und seiner 1873 erfolgten Zulassung als Rechtsanwalt begann er in Wilkes-Barre in diesem Beruf zu arbeiten. Gleichzeitig schlug er als Mitglied der Demokratischen Partei eine politische Laufbahn ein. In den Jahren 1892 und 1896 nahm er als Delegierter an den jeweiligen Democratic National Conventions teil.
Bei den Kongresswahlen des Jahres 1906 wurde Lenahan im elften Wahlbezirk von Pennsylvania in das US-Repräsentantenhaus in Washington, D.C. gewählt, wo er am 4. März 1907 die Nachfolge des Republikaners Henry Wilbur Palmer antrat. Da er im Jahr 1908 auf eine weitere Kandidatur verzichtete, konnte er bis zum 3. März 1909 nur eine Legislaturperiode im Kongress absolvieren. Nach seiner Zeit im US-Repräsentantenhaus praktizierte Lenahan wieder als Anwalt. Er starb am 28. April 1920 in Wilkes-Barre, wo er auch beigesetzt wurde.